# 1631
Het jaar 1631 is het 31e jaar in de 17e eeuw volgens de christelijke jaartelling.

## Gebeurtenissen
januari
- 23 - Dertigjarige Oorlog: Frankrijk en Zweden sluiten het Verdrag van Bärwalde, waarin de Zweden zich verbinden om in Duitsland 36.000 militairen  op de been te houden, waarvoor Frankrijk ze 400.000 Rijksdaalders zal vergoeden.

februari
- 20 - De Spaanse koningsdochter Maria Anna huwt te Wenen haar neef koning Ferdinand van Hongarije en Bohemen, de latere keizer Ferdinand III.

mei
- 30 - la gazette opgericht door Théophraste Renaudot De krant krijgt een monopoliepositie maar is niet meer dan een spreekbuis van de regering.

juni
- 18 - In Amsterdam wordt de 'Zaagmolen Compagnie' opgericht, die direct begint met de bouw van de eerste van twaalf houtzaagmolens: De Otter. Het 'houtzagersgilde' heeft zich jarenlang verzet tegen de komst van de zaagmolen.
- 20 - Plundering van Baltimore. De aanval op Baltimore in het Ierse graafschap Cork wordt uitgevoerd door Barbarijse zeerovers

onder leiding van 
Jan Janszoon. 107 dorpelingen worden gevangen genomen en tot slaaf gemaakt voor de Barbarijse slavenhandel. Ze worden meegenomen naar 
Algiers en gebruikt als galeislaaf of concubine in een harem.
augustus
- Augustus - De Zweedse koning Gustaaf Adolf II arriveert in Duitsland met een groot leger om de bedreigde positie van de protestanten in de Dertigjarige Oorlog te versterken.
- augustus - Peter Minuit wordt wegens zijn conflicten met andere prominenten in Nieuw-Amsterdam door de leiding van de West-Indische Compagnie ontslagen als gouverneur van Nieuw-Nederland.

september
- 12 - Slag op het Slaak: een aanval van de Spaanse vloot op de Westerschelde wordt door de Zeeuwse vloot afgeslagen.
- 17 - Een gecombineerde strijdmacht van Zweden en Saksen vernietigt in de Slag bij Leipzig-Breitenfeld het keizerlijke leger onder de Graaf van Tilly.

november
- 3 - De puriteinse zendeling John Eliot komt met de Lyon aan in Boston,de hoofdstad van de Massachusetts Bay kolonie.
- 7 - Eerste waarneming van een Mercuriusovergang, door Pierre Gassendi.
- 24 - Nederlanders in Nederlands-Brazilië steken de stad Olinda in brand, nadat zij de rijkdommen hebben overgebracht naar hun nieuwe hoofdstad Mauritsstad.

december
- 7 - Datum van de eerste, door Johannes Kepler voorspelde Venusovergang. Deze werd echter niet waargenomen.

zonder datum
- De Westerkerk in Amsterdam wordt in gebruik genomen.
- Hugo de Groot keert uit Frankrijk terug naar Rotterdam.

## Beeldende kunst

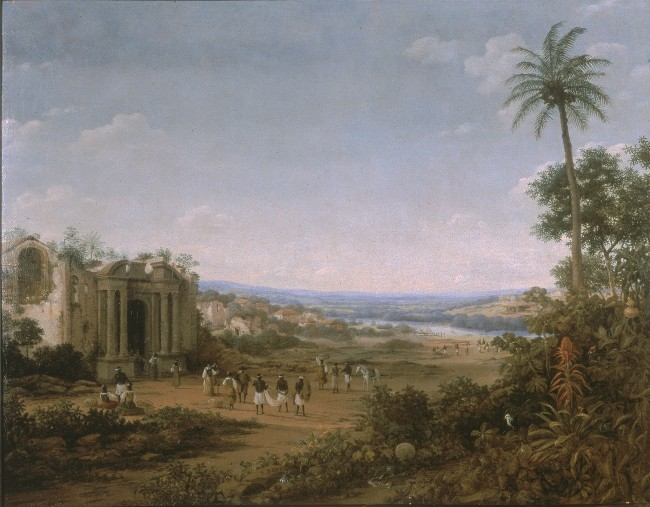
Olinda na de brand Frans Post,
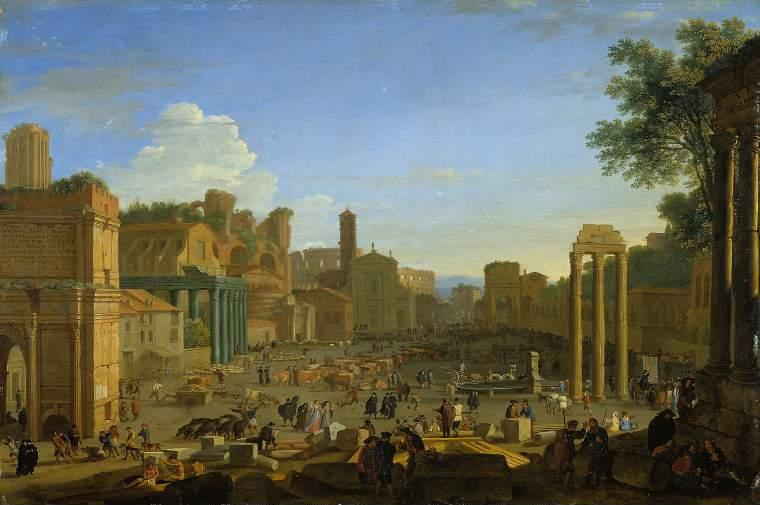
Campo Vaccino in Rome (1631) Herman van Swanevelt, Fitzwilliam Museum, Cambridge
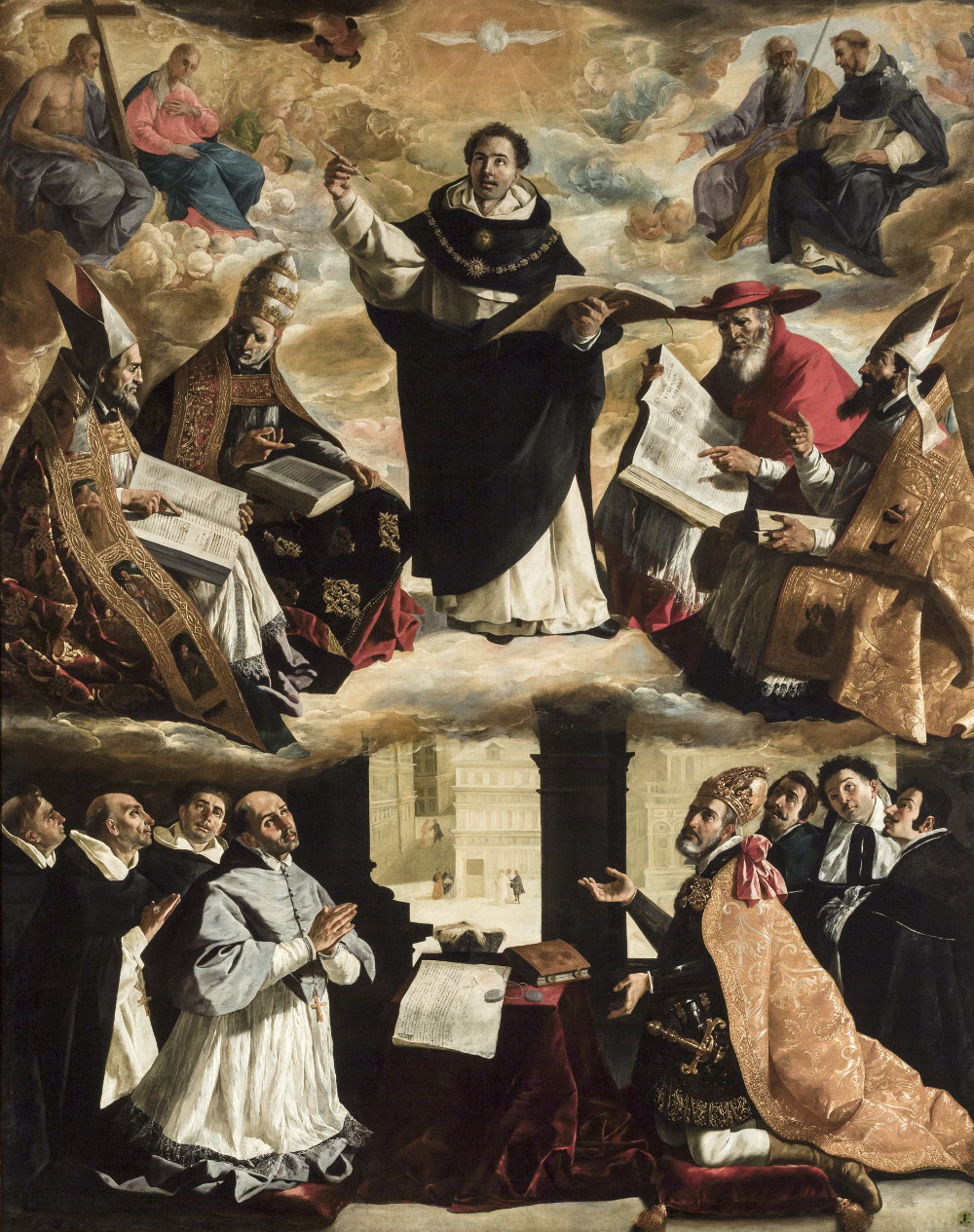
De apotheose van Thomas van Aquino (1631) Francisco Zurbarán, Museo de Bellas Artes, Sevilla
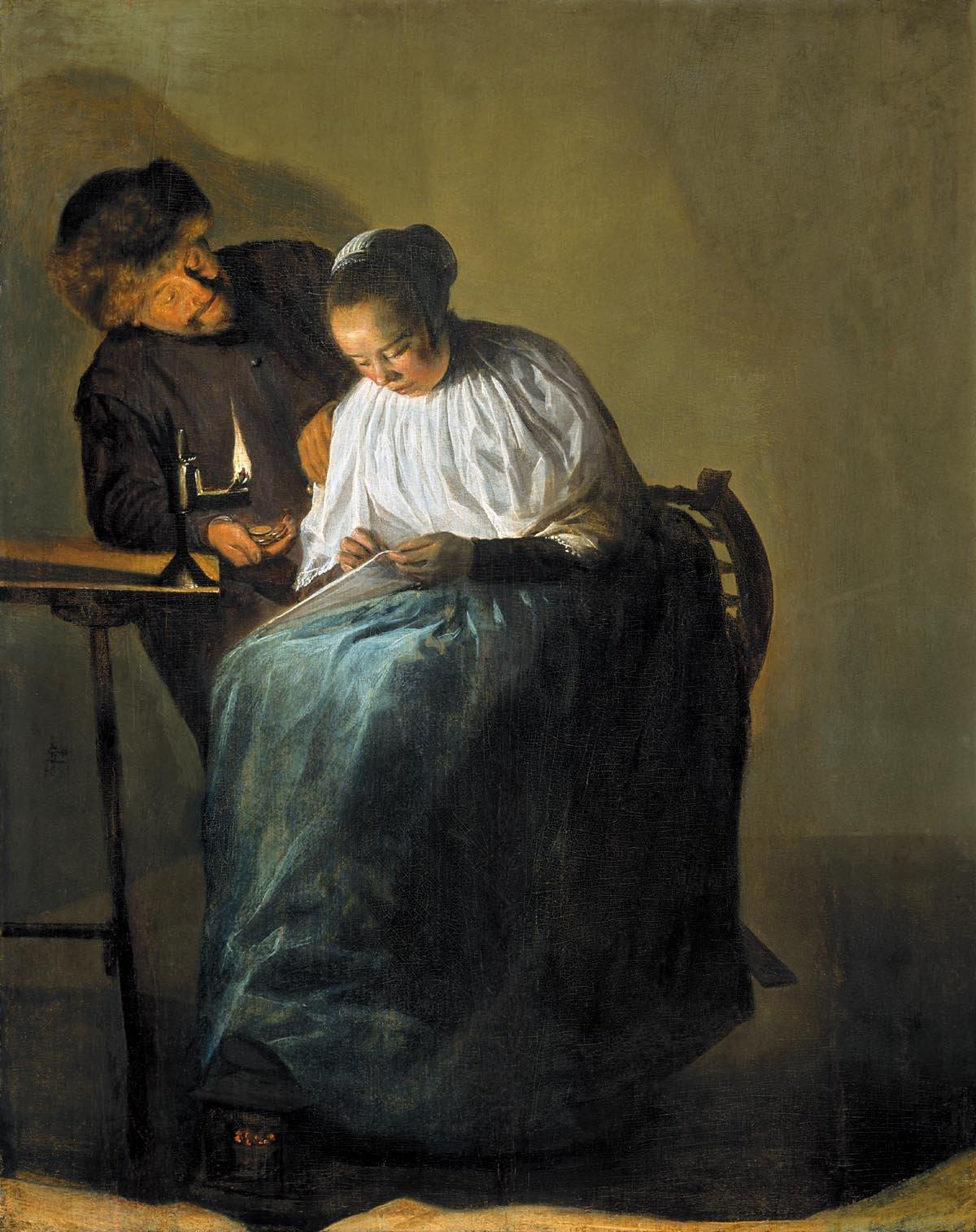
Man die een vrouw geld aanbiedt (1631) Judith Leyster

## Bouwkunst

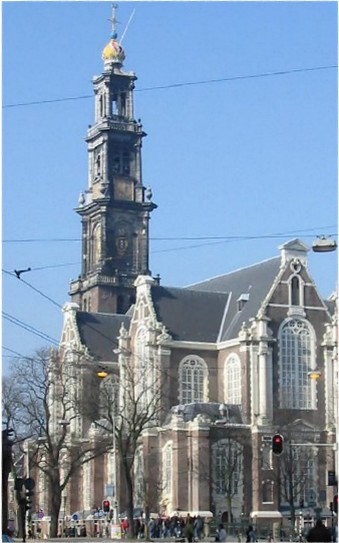
Westerkerk (Amsterdam) (1631) Hendrick de Keyser, voltooid door Pieter de Keyser
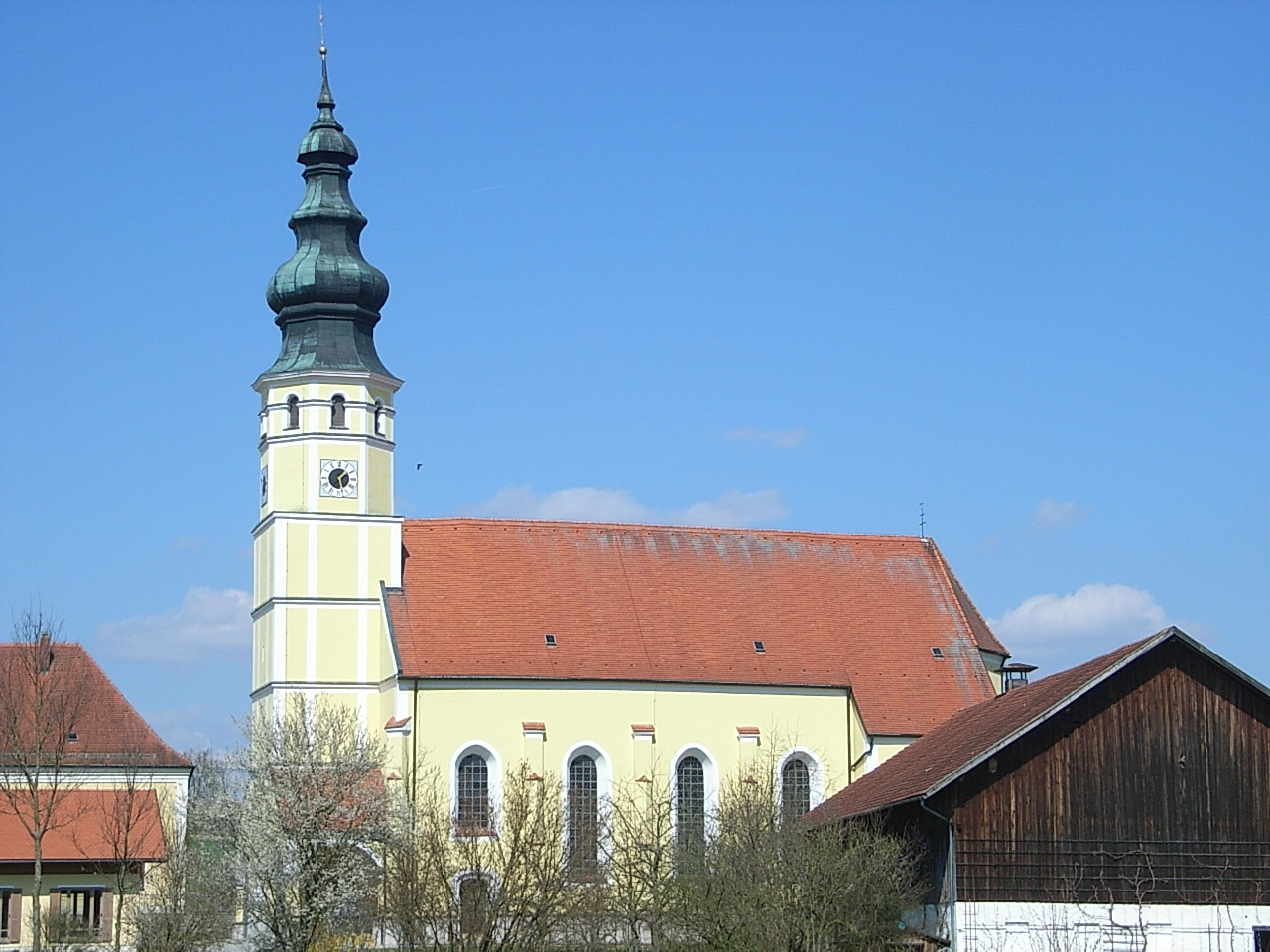
Wallfahrtskirche Sammarei (1631) Isaak Bader

## Geboren
januari
- 17 - François Vatel, Frans maître d'hotel en intendant (overleden 1671)

februari
- 19 - Christoffel Pierson, Nederlands kunstschilder en dichter (overleden 1714)

maart
- 13 - Lodewijk Huygens, Nederlands politicus (overleden 1699)

augustus
- 19 - John Dryden, Engels toneelschrijver en dichter (overleden 1700)

datum onbekend
- Nicolas Lebègue, Frans orgelkundige, componist, clavicinist en vermaard organist (overleden 1702)

## Overleden
januari
- 3 - Michelagnolo Galilei (55), Italiaans componist en luitspeler

maart
- 31 - John Donne (~58), Engels dichter

oktober
- 7 - Kato Yoshiaki (68), Japans daimyo, een van de Zeven Speren van Shizugatake

november
- 30 - Jacob de Bondt (39), Nederlands arts en natuuronderzoeker

december
- 23 - Michael Drayton (~68), Engels dichter